# (3242) Bakhchisaraj
(3242) Bakhchisaraj (1979 SG9; 1981 EE2) ist ein ungefähr acht Kilometer großer Asteroid des mittleren Hauptgürtels, der am 22. September 1979 vom russischen (damals sowjetischen) Astronomen Nikolai Stepanowitsch Tschernych am Krim-Observatorium (Zweigstelle Nautschnyj) auf der Halbinsel Krim (IAU-Code 095) entdeckt wurde. Er gehört zur Eunomia-Familie, einer Gruppe von Asteroiden, die nach (15) Eunomia benannt ist.

## Benennung
(3242) Bakhchisaraj wurde nach der Stadt Bachtschyssaraj benannt, die auf der Halbinsel Krim liegt und in der das Krim-Observatorium liegt.